# Anarky
Anarky ist der Titel einer Reihe von Comicveröffentlichungen die der US-amerikanische Verlag DC Comics seit 1996 herausgibt.
Die Anarky-Comics, die von den Abenteuern eines jugendlichen Anarchisten handeln, sind eine Mischung aus Abenteuer- und Science-Fiction-Comic. Typisch für die in Anarky geschilderten Geschichten sind zudem Motive des Superhelden-Comics sowie philosophische und esoterische Anklänge.

## Veröffentlichungsdaten
Die Hauptfigur der Anarky-Comics ist ein jugendlicher Anarchist namens Lonnie Machin, der in seiner zweiten Identität als „Anarky“ versucht, seinen anarchistischen Ideen zum Durchbruch zu verhelfen. Machin/Anarky wurde erstmals in dem Comicheft Detective Comics #608 vom Mai 1990 vorgestellt, in dem er als Gegenspieler des Superhelden Batman, der Hauptfigur der Detective Comics auftritt. Da die Figur des minderjährigen Anarchisten bei den Lesern der Detective Comics ein positives Echo fand, wurde er in den folgenden Jahren in weitere Batman-Geschichten eingebaut.
Da auch diese Geschichten auf positive Resonanz stießen, beauftragte der Verlag DC-Comics, der Herausgeber der Detective Comics, die Schöpfer von Anarky, den schottischen Schriftsteller Alan Grant und den amerikanischen Zeichner Norm Breyfogle, 1996 damit, eine vierteilige Miniserie um die Figur zu produzieren. In der noch im selben Jahr veröffentlichten Miniserie Anarky wurde die Figur von einer Batman-Nebenfigur zur Hauptfigur eines eigenen Formats erhoben. Da der Vierteiler, der sich bis 1997 zog, zufriedenstellende Verkaufszahlen erreichte, gab der DC-Verlag 1998 schließlich grünes Licht für die Veröffentlichung einer fortlaufenden Anarky-Serie, deren erste Ausgabe Ende 1998 auf den Markt kam. Die Serie kam insgesamt auf neun Ausgaben, bevor sie im Herbst 1999 aufgrund schwindender Verkaufszahlen wieder eingestellt wurde. Die Ausgabe #10 wurde im Internet veröffentlicht.

## Titelfigur
Im Mittelpunkt der Anarky-Comics steht der jugendliche Anarchist Lonnie Machin, genannt Anarky, der mit ausgefallenen Methoden versucht sein Ideal einer anarchistischen, von Herrschaft freien Gesellschaft zu verwirklichen. Der Begriff Anarchie wird von Machin dabei stets betont im ursprünglichen Sinne des Wortes benutzt, d. h. mit Blick auf die Hoffnung des Endes der Herrschaft von „Menschen über Menschen“ und nicht im Sinne der umgangssprachlichen Bedeutung des Wortes Anarchie, d. h. ordnungsloses Chaos, in dem die Willkür des Stärkeren herrscht. Als Anarky trägt er einen langen, wallenden roten Mantel, einen roten Overall mit einem „A“-Emblem auf der Brust, einen breitkrempigen roten Hut und eine goldene Gesichtsmaske.
Ursprünglich hatte Alan Grant, der Erfinder von Anarky, die Figur in die Batman-Serie eingeführt, um sie nach und nach zu Batmans Assistenten zu machen. Nachdem Batmans jugendlicher Assistent Robin, der Junge der sich hinter der Maske des Robin verbarg, Jason Todd in der Geschichte „A Death in the Family“ aus Batman #428 von 1988 ums Leben gekommen war, meinte Grant Batman einen neuen jugendlichen Helfer zur Seite stellen zu müssen, der schließlich den Namen und das Kostüm des toten Robins annehmen sollte. Die radikalen Ansichten des Jungen sollten der traditionellen Beziehung Batman/Robin dabei eine neue Pikanterie verleihen, da Batman nun nicht mehr – wie seit ehedem – einen gehorsamen Mitläufer zum Sidekick haben sollte, sondern mit einem Partner konfrontiert sein würde, der häufig dezidiert andere Meinungen als er selbst vertreten würde.
Grants Pläne zerschlugen sich jedoch, da der Verlag – ohne Grant davon rechtzeitig informiert zu haben – zum Zeitpunkt des Debüts von Lonnie Machin in Detective Comics #608 bereits Marv Wolman mit der Erschaffung eines neuen Charakters, der schließlich zum neuen Robin werden sollte, beauftragt hatte. Nachdem einer Entwicklung Anarkys zum neuen Robin damit der Weg versperrt war, benutzte Grant seinen Charakter stattdessen weiterhin als Gegenspieler Batmans.

## Handlung
Anarky beschreibt die Methoden, mit denen Machin versucht, sein Ideal einer gesellschaftlichen Ordnung ohne Zwang und Herrschaft herbeizuführen.

### Figurenhistorie
Lonnie Machin war ein hochbegabter Junge der mit seinen Eltern Michael und Roxanne Machin in der amerikanischen Ostküstenmetropole Gotham City aufwuchs. Bereit als Vierzehnjähriger wurde er auf die zahlreichen Missstände in seiner Heimatstadt aufmerksam: Korruption, die ins Extreme reichende Ungleichverteilung von Wohlstand und Armut, die höchste Mordrate im Land, Bandenkriminalität, Drogenhandel und vieles mehr. Um der gesellschaftlichen Misere abzuhelfen, beschloss er sich eine zweite Identität zu schaffen und mit drastischen Mitteln all denen, die „dem Willen des Volkes“ zuwiderhandelten und so Gotham zu einem solchen Moloch machten eine Lektion zu erteilen.
Seine Anregungen bezog er dabei aus den Leserbriefseiten der Tageszeitungen: So ermordete er den Betreiber einer Fabrik, die Abwässer in den Gothamer River einleitete, nachdem eine alte Dame sich in einem Schreiben an die Gotham Gazette – die größte Tageszeitung der Stadt – darüber echauffiert hatte. Machin – geistig hochbegabt und vielseitig gebildet – nutzte seinen genialen Verstand um ausgefeilte Pläne zur Durchführung seiner Taten zurechtzulegen und um sich selbst technische Hilfsmittel zu basteln, die ihm seine Aktionen erleichtern sollten, wie etwa einen als Spazierstock getarnten Taser (Elektroschockstab) oder Blendgasgranaten. Um seine Identität zu verbergen, hüllte er sich in ein geisterähnliches, scharlachrotes Kostüm mit einer starren goldenen Gesichtsmaske. Seiner Meinung nach war der Hauptverantwortliche für die von ihm attackierten Missständen das System der auf Herrschaft basierenden Gesellschaftsverfassung, deren folgerichtigen Symptome diese Missstände seien. Deshalb erklärte er dem Staat als solchem den Privatkrieg. Um seinem finalen Ziel, das System der „Herrschaft von Menschen über Menschen“ zum Einsturz zu bringen, bildhaft Ausdruck zu verleihen, wählte er das Anarchistenzeichen (ein in einen Kreis eingeschlossene A, dessen Buchstabenstriche den Kreisrand durchbrechen) als sein Zeichen.
Anarky verübte verschiedene spektakuläre Taten: So ermordete er unter anderem den Geschäftsmann Warren Bates, der Abwässer in den Gotham River einleitete und den mit Drogen dealenden Rockmusiker Johnny Vomit. Diese riefen schließlich Batman auf den Plan. Diesem gelang es schließlich Anarky – der zunächst von den Strafverfolgungsbehörden für einen Erwachsenen gehalten worden war – bei seinem Versuch die Bank von Gotham mit einem Heer von Obdachlosen zu stürmen und so das Vermögen der Stadt unter den Armen und Entrechten zu verteilen, zu stellen und der Polizei zu übergeben. Diese wies den Jungen in ein Erziehungsheim ein, aus dem er jedoch, Dank seines überlegenen Intellekts und seiner Findigkeit, nach Belieben ausbrechen und dementsprechend einfach ein- und ausgehen konnte.
Vom Erziehungsheim aus betätigte er sich unter seinem Hacker-Pseudonym Money-Spider, indem er mittels Computermanipulation große Geldsummen von den Konten reicher Personen auf die Konten von karitativen Organisationen und armen Bauern in der Dritten Welt transferierte, um diesen ein besseres Leben zu ermöglichen. Nachdem diese Tätigkeit von Batmans Assistenten Robin zunichtegemacht worden war, gründete Anarky die Firma ANARCO, einen Internetversandhandel für anarchistische Literatur, der einerseits seine philosophischen Auffassungen popularisierte und ihm zum zweiten die finanziellen Mittel für seinen Privatkrieg gegen den Staat lieferte. Um seine Verfolger abzuschütteln täuschte er außerdem seinen Tod vor und bezog ein geheimes Versteck unter dem Washington Monument.
Im Laufe der Zeit bekam Anarky es mit verschiedenen anderen Figuren des DC-Universum zu tun, so mit den Superhelden der Justice League, dem Öko-Terroristen Ra’s al Ghul, dem Abenteurer Green Arrow, den falschen Propheten Malochia, dem geisteskranken Wissenschaftler Professor Jonathan Crane, den jugendlichen Verbrechensbekämpfern des Teams Young Justice, der Amazonenkriegerin Wonder Woman, dem Obskuranten Jason Blood und seinem Dämonen Etrigan, dem Ungeheuer Blasphemy, dem außerirdischen Despoten Darkseid und dem Magier Eclipso.
Anarky ist ein versierter Ingenieur und Techniker. So war er u. a. in der Lage einen Computer zu entwickeln, der eine eigene Persönlichkeit besitzt und außerdem seinen eigenen Teleporter zu bauen. Eine Zeitlang besaß er darüber hinaus einen Green Lantern Ring und gebot über eine sogenannte Boom Tube, eine Transportröhre, die es einem ermöglicht unter Ausnutzung raum-zeitlicher Krümmungslinien, sich an jeden beliebigen Ort zu begeben.

### Alternativversionen
Batman Annual #15 von 1991 und Shadow of the Bat Annual #2 von 1994 präsentierten Alternativversionen von Anarky die in dystopischen Zukunftsversionen des Batman-Stoffes angesiedelt sind: in der ersten Version hilft ein erwachsener Anarky einem zu Unrecht des Mordes beschuldigten Batman seine Unschuld zu beweisen, während die zweite Variante Anarky als Widerstandskämpfer gegen einen von Batman ins Leben gerufenen autoritären Polizeistaat darstellt.